# Annette Kellerman
Annette Kellerman (ur. 6 lipca 1887 w Sydney, zm. 5 listopada 1975 w Southport (Queensland)) – australijska pływaczka i aktorka
Autorka wielu spektakularnych wyczynów pływackich, m.in. przepłynięcie wzdłuż rzeki Yarra w centrum Melbourne, Tamizy w Londynie i Sekwany w Paryżu. W latach 1905–1906 trzykrotnie próbowała przepłynąć La Manche jako pierwsza kobieta. Prezentowała wodny balet w akwarium. Upowszechniła jednoczęściowy kobiecy kostiumy pływackie na ramiączkach i z krótkimi nogawkami, które również projektowała. W 1912 dr Dudley Sargent z Harvardu po przeanalizowaniu 10 tys. kobiecych sylwetek uznał ją za ideał kobiety.
Wystąpiła w około 20 filmach zrealizowanych w Hollywood. Była pierwszą w historii aktorką, która pokazała się na ekranie nago - w filmie Córka bogów (1916) w reżyserii Herberta Brenona.
W 1952 zrealizowano o niej film biograficzny Million Dollar Mermaid z Esther Williams w roli głównej.
Po śmierci prochy Annette Kellerman rozsypano wzdłuż Wielkiej Rafy Koralowej.

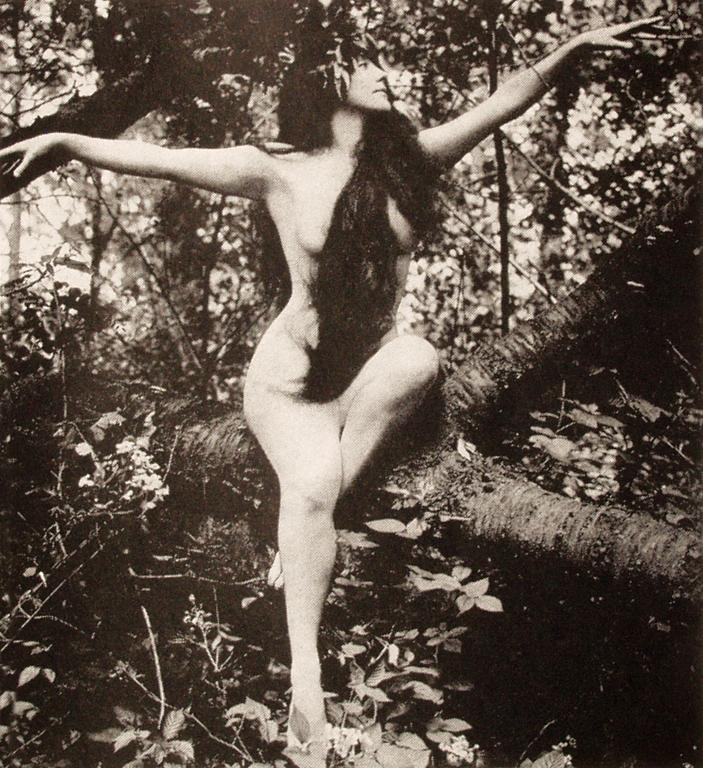
Anette Kellerman w filmie Córka bogów (1916)

## Wybrana filmografia
- 1909: The Gift of Youth
- 1911: Siren of the Sea jako Morska Syrena
- 1916: A Daughter of the Gods jako Anitia
- 1924: Venus of the South Seas jako Shona Royale

## Wyróżnienia
- Posiada swoją gwiazdę na Hollywoodzkiej Alei Gwiazd.
- W 1974 została członkiem International Swimming Hall of Fame w Fort Lauderdale.
- Jej imieniem i nazwiskiem nazwano jedną z pływalni w Sydney[1].